# Mithridate Chrestos
Pour les articles homonymes, voir Mithridate.
Mithridate Chrestos (i.e. « l'Oint », ou « le Bon ») est un roi associé du Pont de 120 à 112 av. J.-C.
Fils de Mithridate V du Pont  Évergète, il est le frère de Mithridate VI Eupatôr, avec qui il est, encore enfant, associé au trône, et qui le fait assassiner pour régner seul. 
Bien que les noms des deux princes figurent sur des dédicaces à l'occasion de libéralités faites au gymnasiarque de l'île de Délos en 116/115, le cadet n'y porte pas le titre royal.